# 紫柄凤丫蕨
紫柄凤丫蕨（学名：Coniogramme sinensis）为凤尾蕨科凤丫蕨属下的一个种。其种加词“sinensis”意为“中华的”。